# Ebbe Ridderschantz
Ebbe Ridderschantz, kejserlig tysk riksgreve Ulfeld-Ridderschantz, född den 8 oktober 1686 på Ovesholm i Skåne, död den 6 april 1767 på Araslöv i Skåne, var en svensk krigare. Han var son till Johan Ridderschantz och dotterson till Ebbe Ulfeldt.
Ridderschantz blev 1700 ryttare vid Södra skånska kavalleriregementet, befordrades till adjutant 1701 och till kornett den 10 januari 1702, varefter han med lysande tapperhet kämpade i slaget vid Klissov, blev löjtnant den 19 januari 1704 och livdrabant den 28 juni samma år. Vid Poltava skjuten genom livet av en pil, lyckades han dock undkomma till Bender, där han var med i kalabaliken och blev synnerligen illa sårad. Vid svenskarnas hemmarsch till Sverige måste han kvarlämnas i Kronstadt i Siebenbürgen, varifrån han efter åtta månader forslades till Wien. Han gick efter tillfrisknandet med Karl XII:s tillstånd i kejserlig tjänst och blev överste vid kavalleriet och generaladjutant hos prins Eugen. Ridderschantz deltog i italienska, tyska och ungerska fälttågen, varunder han bland annat bevistade slaget vid Belgrad (1717), och polska tronföljdskriget, då han var med om belägringen av Danzig 1734. År 1737 tog han avsked och återvände 1738 till Sverige. Här mottogs han mycket misstänksamt, blev utsatt för långvariga förhör, över vilka rapport insändes till kungen, och fick öppet förklara sig för lutheran, på grund av att man misstänkte honom vara romersk katolik. Sin innestående drabantlön för de svenska krigsåren fick han aldrig ut. Slutligen erhöll han generalmajors titel.